# Dowiaty
Dowiaty (deutsch Dowiaten) ist ein Ort in der polnischen Woiwodschaft Ermland-Masuren. Er gehört zur Landgemeinde Budry (Buddern) im Powiat Węgorzewski (Kreis Angerburg).

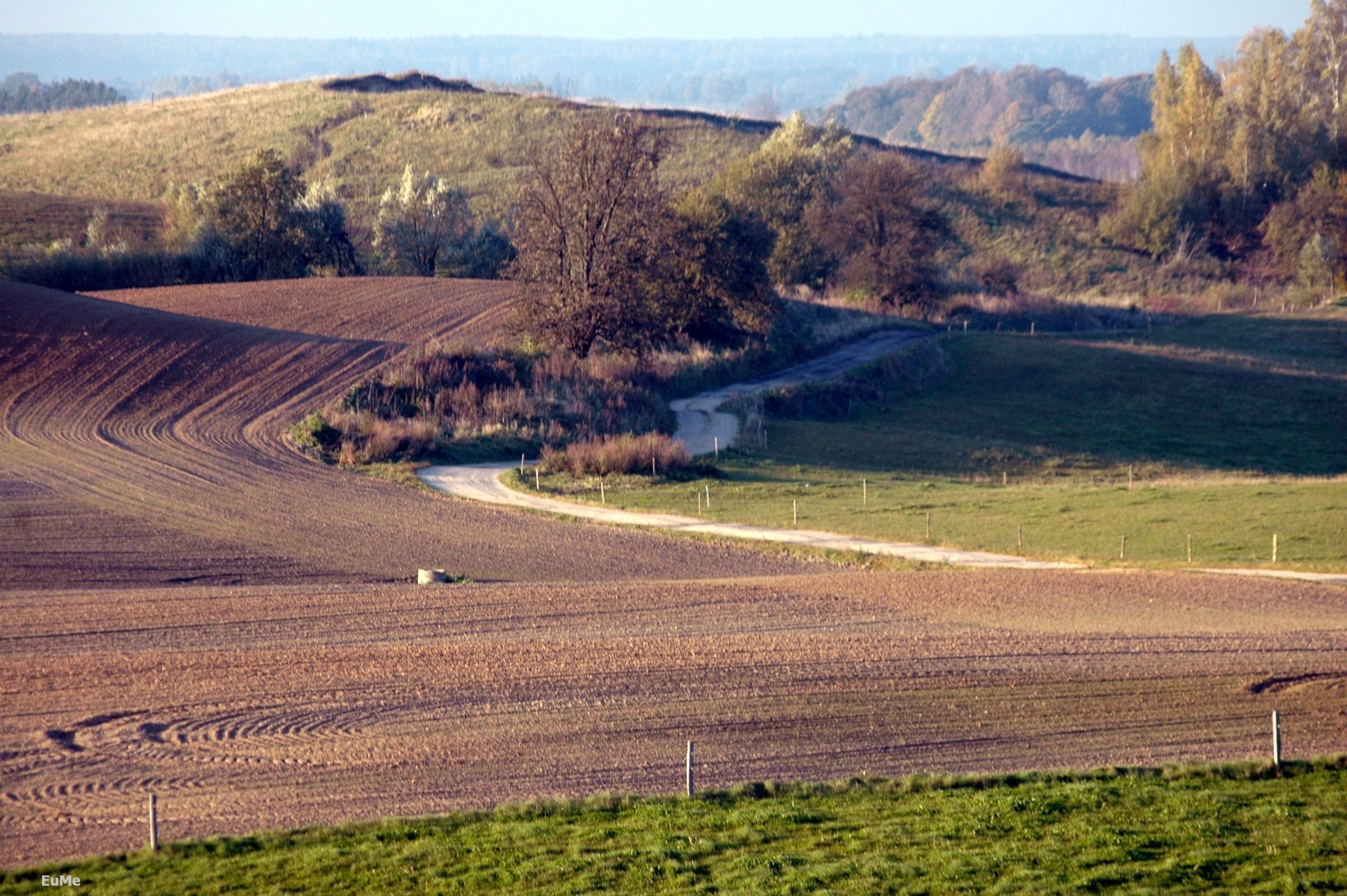
Die Dowiackie wzgórza (Dowiater Höhe)

## Geographische Lage
Dowiaten liegt im Nordosten der Woiwodschaft Ermland-Masuren, acht Kilometer nordöstlich der Kreisstadt Węgorzewo (Angerburg).

## Geschichte
Das vor 1785 Dauiaten, nach 1785 Dowjathen und bis 1945 Dowiaten genannte Dorf wurde um 1539 gegründet und bestand aus mehreren großen und kleinen Höfen. Mit dem Ortsteil Keilshof kam es 1874 zum neu errichteten Amtsbezirk Wenzken (polnisch Więcki), der bis 1945 zum Kreis Angerburg im Regierungsbezirk Gumbinnen der preußischen Provinz Ostpreußen gehörte.
Die Zahl der Einwohner betrug im Jahr 1910 insgesamt 215, stieg bis 1925 auf 233 und belief sich 1933 auf 201, 1939 auf 206.
Im Jahr 1945 kam Dowiaten in Kriegsfolge mit dem gesamten südlichen Ostpreußen zu Polen und erhielt die polnische Namensform Dowiaty. Heute ist der Ort in das Schulzenamt (polnisch Sołectwo) Budry (deutsch Buddern) eingegliedert und stellt eine Ortschaft dar im Verbund der Landgemeinde Budry im Powiat Węgorzewski, bis 1998 zur Woiwodschaft Suwałki, seither zur Woiwodschaft Ermland-Masuren zugehörig.

## Religionen
Bis 1945 war das Dorf Dowiaten einerseits in die evangelische Kirche Buddern in der Kirchenprovinz Ostpreußen der Evangelischen Kirche der Altpreußischen Union, andererseits in die katholische Kirche Zum Guten Hirten Angerburg im Bistum Ermland eingepfarrt.
Heute ist Dowiaty Teil der katholischen Pfarrei der Dreifaltigkeitskirche Budry im Bistum Ełk (Lyck) der Römisch-katholischen Kirche in Polen bzw. der evangelischen Kirchengemeinde in Węgorzewo (Angerburg), einer Filialgemeinde der Pfarrei in Giżycko (Lötzen) in der Diözese Masuren der Evangelisch-Augsburgischen Kirche in Polen.

## Verkehr
Dowiaty liegt an einer Nebenstraße, die – parallel zur Woiwodschaftsstraße DW 650 – Budry (Buddern) und Więcki (Wenzken) miteinander verbindet. Bis 1945 bestand Bahnanschluss über den Bahnhof in Angerburg (polnisch Węgorzewo), der heute nicht mehr an das Schienennetz angeschlossen ist.